# Френска Западна Африка
Френска Западна Африка (на френски: Afrique occidentale française) е название на френските колониални владения в Западна Африка в периода от 1895 г. до 1958 г. Представлява федерация от осем държави в Африка: Мавритания, Сенегал, Френски Судан (днес Мали), Френска Гвинея (днес Гвинея), Кот д'Ивоар, Френска Горна Волта (днес Буркина Фасо), Френски Дахомей (днес Бенин) и Нигер. Столица до 1902 г. е Сен-Луи, а след това – Дакар.

## История
До края на Втората световна война почти никой от африканците във френските колонии не е гражданин на Франция. Вместо това, африканците са „френски субекти“, които нямат права пред закона, право на собственост, право на пътуване или право на гласуване. Изключение правят Четирите комуни в Сенегал, които са градове в рамките на малката сенегалска колония през 1848 г., когато с премахването на робството от Втората френска република, всички граждани на Франция получава еднакви политически права. Всеки, който е можел да докаже, че се е родил в тези градове, се е считал за французин. Те могат да гласуват на парламентарни избори, които до този момент са доминирани от белите и метиските жители на Сенегал.
Четирите комуни на Сенегал има привилегията да изберат депутат, който да ги представя в парламента на Франция през 1848 – 1852 г., 1871 – 1876 г. и 1879 – 1940 г. През 1914 г. е избран първият депутат африканец – Блез Диан. През 1916 г. той прокарва закон през Националното събрание, който предоставя пълно гражданство на всички жители на така наречените Четири комуни. В замяна на това, той обещава да помогне с набирането на много африканци, които да се сражават в Първата световна война. Оттам насетне всички чернокожи африканци от Дакар, Сен-Луи, Горе и Рюфиск получават възможността да гласуват за представители във френското Народно събрание.
Докато французите гонят целите си в колониалното разделяне на Африка през 1880-те и 1890-те години, те завладяват големи вътрешноконтинентални области, които първоначално управляват или като част от Сенегал, или като независими единици. Тези покорени райони обикновено се управляват от офицери на френската армия, поради което започват да се наричат „военни територии“. Към края на 1890-те години правителството на Франция прехвърля всички територии западно от Габон на един губернатор в Сенегал, който докладва директно на министъра на отвъдморските работи. Първият генерал-губернатор на Сенегал е назначен през 1895 г., а през 1904 г. териториите, които той управлява, са наречени Френска Западна Африка. Габон по-късно става част от друга федерация – Френска Екваториална Африка.
След падането на Франция през юни 1940 г. и последвалата битка за Дакар срещу свободните френски сили през юли и септември 1940 г., властите в Западна Африка обявяват преданост към режима на Виши. Френски Габон последва примера им, но той попада под контрола на свободните френски сили след битката за Габон през ноември 1940 г. Западна Африка остава под контрола на режима на Виши до съюзническия десант в Северна Африка през ноември 1942 г.
След края на Втората световна война правителството на Франция започва процес по разширяване на ограничените политически права в колониите си. През 1945 г. временното френско правителство отделя десет места на Френска Западна Африка в новото Учредително събрание, което е свикано за съставянето на нова конституция на Франция. Пет от тях се избират от граждани, а другите пет – от африкански субекти. Изборите създават ново поколение африканци, обучени по френски образец. На 21 октомври 1945 г. са избрани шест африканци. На следващото Учредително събрание на 2 юни 1946 г. всички те са преизбрани.
През 1946 г. нов закон предоставя ограничени граждански права на коренното население на африканските колонии. Френската империя е преименувана на Френски съюз на 27 октомври 1946 г., когато влиза в сила новата конституция на Четвъртата френска република. Към края на 1946 г. всяка територия вече има възможността за пръв път (освен за Четирите комуни) да избира свои местни представители, макар с известни ограничения, в новообразуваните генерални съвети. Тези органи имат само ограничена консултативна власт, но имат право да одобряват местния бюджет. На 23 юни 1956 г. е приет закон за всеобщо избирателно право, който важи за всички френски африкански колонии. Първите всеобщи избори във Френска Западна Африка са общинските избори от края на 1956 г. На 31 март 1957 г. се провеждат избори за териториални събрания във всяка от осемте колонии. Водачите на победили партии са назначени на новообразуваните вицепрезидентски позиции на съответните генерални съвети. Френските колониални губернатори остават президенти.
Новата конституцията на Петата френска република през 1958 г. отново променя структурата на колонии от Френски съюз на Френска общност. Териториите са превърнати в протекторати, а съветите са преименувани на национални събрания. Губернаторът, назначен от Франция, е преименуван на Върховен комисар и остава ръководител на територията си. Федерацията прекратява съществуването си след референдум от септември 1958 г. През 1960 г. допълнително преразглеждане на конституцията на страната, наложено от провала на Индокитайската война и напрежението в Алжир, позволява на членовете на Френската общност едностранно да променят конституциите си. Така, Сенегал и бившият Френски Судан образуват Федерация Мали, докато Кот д'Ивоар, Нигер, Горна Волта и Дахомей образуват Съюз Сахел-Бенин.

## Федерална структура
На теория, генерал-губернаторът на Френска Западна Африка докладва директно на министъра на отвъдморските работи в Париж, докато индивидуалните колонии и територии докладват на Дакар. Първоначално създадена през 1895 г. като съюз на Сенегал, Френски Судан, Френска Гвинея и Кот д'Ивоар, федерацията получава стабилна основа едва през 1904 г. Генерал-губернаторът първо се намира в Сен-Луи, а след 1902 г. – в Дакар (и двата в Сенегал, най-старата френска колония). С течение на времето федерация се разширява до съседните територии: Дахомей през 1904 г., Мавритания през 1920 г., а когато Френска Горна Волта е отделена от Френски Судан с колониален указ през 1921 г., тя автоматично влиза в състава на Френска Западна Африка. Между 1934 и 1937 г. мандатната територия на ОН Френски Тоголанд е подчинена на Дахомей и се администрира като част от Френска Западна Африка. Към 1904 г. Мавритания и Нигер са класифицирани като „военни територии“, управлявани от офицерите на френските колониални сили.